# Dagny Flodin-Segerstråle
Dagny Hilda Cecilia Flodin-Segerstråle, född den 2 maj 1911 i Helsingfors i Storfurstendömet Finland, död den 19 februari 1999, var en finlandssvensk författare och textförfattare. Flodin-Segerstråle är begraven i Helsingfors i Sandudds begravningsplats.
Flodin-Segerstråle tog studenten vid Svenska flicklyceet i Helsingfors år 1932 och utexaminerades från Helsingfors universitet med en filosofie kandidatexamen år 1939. Dagny Flodin-Segerstråle arbetade som översättare hos Söderström & Co och Rundradion. Hon författade även radiopjäser.

## Verk
Verk av Flodin-Segerstråle: 
- Avsked vid kajen: radiopjäs. Radioteatern 1948
- Dragspel och fela: för sång med ackompanjemang av piano, luta eller gitarr ; text och musik Dagny Flodin Segerstråle; arr. Gösta Hådell. Nordiska musikförlag, Stockholm 1952
- Kärlek efter noter: radiopjäs. Radioteatern 1953
- När våren kom till den lilla butiken: radiopjäs. Radioteatern 1955
- En enda chans: radiopjäs. Radioteatern 1967
- Vi på lilla torget: tv-serie. Yle 1964-1968

## Översättningar
- Hella Wuolijoki : Den hemliga fästmannen : radiopjäs. 1952 (ursprungligen på finska år 1950 med namnet Salaperäinen sulhanen)